# Gran Piemonte
Gran Piemonte (prej Giro del Piemonte) je jesenska enodnevna mini klasična kolesarska dirka v Italiji, ki so jo prvič organizirali leta 1906. Trenutno je del drugega kakovostnega razreda UCI ProSeries.
Dirka je tradicionalno na sporedu v prvi tretjini oktobra, tradicionalno kot zadnja v paketu z ostalimi jesenskimi italijanskimi polklasikami Dirka po Emiliji, Coppa Bernochi in Tri doline Vareseja, vse te kot priprava na zadnji, jesenski spomenik sezone Dirka po Lombardiji.
Največ, rekordne tri zmage je doseglo kar pet kolesarjev, vsi iz Italije. Dirko pa so zmagala tudi imena kot so Eddy Merckx, Roger De Vlaeminck, Philippe Gilbert, George Bennett, Egan Bernal in ostali.

## Zgodovina
Dirka ima bogato tradicijo, je ena najstarejših dirk, a še nikoli ni bila del svetovne serije. Leta 2005 je postala del serije UCI Europe Tour, kategorije 1.HC. Od 2020 je del 2. kakovostnega razreda.
Dirka je v svoji zgodovini vmes kar nekajkrat odpadla, tudi med drugo svetovno vojno (1943, 1944); pa v letih (1907, 1909, 1968, 1975, 1976 in 2000). Zanimivo, ni pa odpadla niti enkrat med prvo svetovno vojno. Leta 2007 je dirka odpadla zaradi pomanjkanja sponzorskih sredstev, naslednje leto pa se je spet vrnila v koledar. V letih 2013 in 2014 dirke zaradi finančnih problemov spet ni bilo na sporedu.

## Moški

### Zmagovalci po letih
| Leto                    | Zmagovalec                                           | Drugi                                                | Tretji                                               |
| ----------------------- | ---------------------------------------------------- | ---------------------------------------------------- | ---------------------------------------------------- |
| ↓ "Giro del Piemonte" ↓ |                                                      |                                                      |                                                      |
| 1909                    | Giovanni Gerbi                                       | Battista Danesi                                      | Luigi Ganna                                          |
| 1907                    | Giovanni Gerbi                                       | Carlo Galetti                                        | Mario Gaioni                                         |
| 1908                    | Giovanni Gerbi                                       | Luigi Chiodi                                         | Carlo Galetti                                        |
| 1909                    | dirke ni bilo                                        | dirke ni bilo                                        | dirke ni bilo                                        |
| 1910                    | Vincenzo Borgarello                                  | Pietro Aymo                                          | Cesare Zanzottera                                    |
| 1911                    | Mario Bruschera                                      | Carlo Galetti                                        | Giuseppe Santhia                                     |
| 1912                    | Costantino Costa                                     | Francesco Innocenti                                  | Pasquale Uzzo                                        |
| 1913                    | Romolo Verde                                         | Marcello Sussio                                      | Giovanni Abellono                                    |
| 1914                    | Giuseppe Santhia                                     | Angelo Gremo                                         | Costante Girardengo                                  |
| 1915                    | Natale Bosco                                         | Giovanni Nuvoli                                      | Federico Gay                                         |
| 1916                    | Francesco Cerutti                                    | Paride Ferrari                                       | Giovanni Abellono                                    |
| 1917                    | Domenico Schierano                                   | Francesco Cerutti                                    | Ugo Ruggeri                                          |
| 1918                    | Ugo Bianchi                                          | Lorenzo Sinchetto                                    | Nino Ronco                                           |
| 1919                    | Costante Girardengo                                  | Gaetano Belloni                                      | Angelo Gremo                                         |
| 1920                    | Costante Girardengo                                  | Alfredo Sivocci                                      | Gaetano Belloni                                      |
| 1921                    | Giovanni Brunero                                     | Giuseppe Azzini                                      | Alfredo Sivocci                                      |
| 1922                    | Angelo Gremo                                         | Bartolomeo Aimo                                      | Costante Girardengo                                  |
| 1923                    | Bartolomeo Aimo                                      | Camillo Arduino                                      | Angelo Gremo                                         |
| 1924                    | Costante Girardengo                                  | Federico Gay                                         | Bartolomeo Aimo                                      |
| 1925                    | Gaetano Belloni                                      | Bartolomeo Aimo                                      | Alfredo Binda                                        |
| 1926                    | Alfredo Binda                                        | Giovanni Brunero                                     | Costante Girardengo                                  |
| 1927                    | Alfredo Binda                                        | Battista Giuntelli                                   | Antonio Negrini                                      |
| 1928                    | Marco Giuntelli                                      | Battista Giuntelli                                   | Amulio Viarengo                                      |
| 1929                    | Antonio Negrini                                      | Alfredo Binda                                        | Battista Giuntelli                                   |
| 1930                    | Ambrogio Morelli                                     | Aldo Canazza                                         | Fabio Battesini                                      |
| 1931                    | Mario Cipriani                                       | Guglielmo Marin                                      | Giovanni Firpo                                       |
| 1932                    | Giuseppe Martano                                     | Giuseppe Olmo                                        | Felice Lessona                                       |
| 1933                    | Antonio Folco                                        | Andrea Minasso                                       | Battista Astrua                                      |
| 1934                    | Learco Guerra                                        | Giuseppe Martano                                     | Domenico Piemontesi                                  |
| 1935                    | Aldo Bini                                            | Domenico Piemontesi                                  | Romeo Rossi                                          |
| 1936                    | Aldo Bini                                            | Giuseppe Olmo                                        | Giovanni Cazzulani                                   |
| 1937                    | Gino Bartali                                         | Fausto Montesi                                       | Severino Canavesi                                    |
| 1938                    | Pietro Rimoldi                                       | Severino Canavesi                                    | Aldo Bini                                            |
| 1939                    | Gino Bartali                                         | Cesare Del Cancia                                    | Fausto Coppi                                         |
| 1940                    | Cino Cinelli                                         | Aldo Bini                                            | Osvaldo Bailo                                        |
| 1941                    | Aldo Bini                                            | Gino Bartali                                         | Osvaldo Bailo                                        |
| 1942                    | Fiorenzo Magni                                       | Gino Bartali                                         | Pierino Favalli                                      |
| 1943                    | dirke ni bilo zaradi 2. svetovne vojne               | dirke ni bilo zaradi 2. svetovne vojne               | dirke ni bilo zaradi 2. svetovne vojne               |
| 1944                    | dirke ni bilo zaradi 2. svetovne vojne               | dirke ni bilo zaradi 2. svetovne vojne               | dirke ni bilo zaradi 2. svetovne vojne               |
| 1945                    | Secondo Barisone                                     | Carlo Rebella                                        | Primo Volpi                                          |
| 1946                    | Sergio Maggini                                       | Antonio Covolo                                       | Antonio Bevilacqua                                   |
| 1947                    | Vito Ortelli                                         | Aldo Ronconi                                         | Mario Vicini                                         |
| 1948                    | Renzo Soldani                                        | Dino-Placido Ottusi                                  | Andrea Carrea                                        |
| 1949                    | Adolfo Leoni                                         | Fausto Coppi                                         | Fiorenzo Magni                                       |
| 1950                    | Alfredo Martini                                      | Sergio Pagliazzi                                     | Loretto Petrucci                                     |
| 1951                    | Gino Bartali                                         | Pasquale Fornara                                     | Vincenzo Rossello                                    |
| 1952                    | Giorgio Albani                                       | Luciano Maggini                                      | Ettore Milano                                        |
| 1953                    | Fiorenzo Magni                                       | Loretto Petrucci                                     | Giorgio Albani                                       |
| 1954                    | Nino Defilippis                                      | Alfredo Martini                                      | Angelo Conterno                                      |
| 1955                    | Giuseppe Minardi                                     | Angelo Conterno                                      | Adolfo Grosso                                        |
| 1956                    | Fiorenzo Magni                                       | Pasquale Fornara                                     | Pietro Giudici                                       |
| 1957                    | Silvano Ciampi                                       | Giuliano Michelon                                    | Giacomo Fini                                         |
| 1958                    | Nino Defilippis                                      | Alessandro Fantini                                   | Arigo Padovan                                        |
| 1959                    | Silvano Ciampi                                       | Aldo Moser                                           | Arigo Padovan                                        |
| 1960                    | Alfredo Sabbadin                                     | Nello Fabbri                                         | Carlo Brugnami                                       |
| 1961                    | Angelo Conterno                                      | Jos Hoevenaers                                       | Giovanni Pettinati                                   |
| 1962                    | Vito Taccone                                         | Franco Cribiori                                      | Graziano Battistini                                  |
| 1963                    | Adriano Durante                                      | Italo Zilioli                                        | Franco Cribiori                                      |
| 1964                    | Willy Bocklant                                       | Jaime Alomar                                         | Guido Carlesi                                        |
| 1965                    | Romeo Venturelli                                     | Roberto Poggiali                                     | Dino Zandegu                                         |
| 1966                    | Rudi Altig                                           | Franco Bitossi                                       | Gianni Motta                                         |
| 1967                    | Guido De Rosso                                       | Roberto Ballini                                      | Mario Di Toro                                        |
| 1968                    | dirke ni bilo                                        | dirke ni bilo                                        | dirke ni bilo                                        |
| 1969                    | Marino Basso                                         | Ole Ritter                                           | Cesarino Carpanelli                                  |
| 1970                    | Italo Zilioli                                        | Mauro Simonetti                                      | Franco Balmamion                                     |
| 1971                    | Felice Gimondi                                       | Gianni Motta                                         | Giorgio Favaro                                       |
| 1972                    | Eddy Merckx                                          | Felice Gimondi                                       | Wladimiro Panizza                                    |
| 1973                    | Felice Gimondi                                       | Marcello Bergamo                                     | Giancarlo Polidori                                   |
| 1974                    | Francesco Moser                                      | Michel Pollentier                                    | Tino Conti                                           |
| 1975                    | dirke ni bilo                                        | dirke ni bilo                                        | dirke ni bilo                                        |
| 1976                    | dirke ni bilo                                        | dirke ni bilo                                        | dirke ni bilo                                        |
| 1977                    | Roger De Vlaeminck                                   | Giuseppe Saronni                                     | Bernt Johansson                                      |
| 1978                    | Gianbattista Baronchelli                             | Clyde Sefton                                         | Riccardo Magrini                                     |
| 1979                    | Silvano Contini                                      | Wladimiro Panizza                                    | Gianbattista Baronchelli                             |
| 1980                    | Gianbattista Baronchelli                             | Wladimiro Panizza                                    | Giovanni Battaglin                                   |
| 1981                    | Marino Amadori                                       | Bruno Wolfer                                         | Luciano Rabottini                                    |
| 1982                    | Faustino Rupérez                                     | Pascal Jules                                         | Michael Wilson                                       |
| 1983                    | Guido Bontempi                                       | Sean Kelly                                           | Francesco Moser                                      |
| 1984                    | Christian Jourdan                                    | Acácio da Silva                                      | Teun van Vliet                                       |
| 1985                    | Charly Mottet                                        | Urs Zimmermann                                       | Robert Millar                                        |
| 1986                    | Gianni Bugno                                         | Enrico Grimani                                       | Jean-François Bernard                                |
| 1987                    | Adrie van der Poel                                   | Eric Van Lancker                                     | Adriano Baffi                                        |
| 1988                    | Rolf Gölz                                            | Gianni Bugno                                         | Marco Lietti                                         |
| 1989                    | Claudio Chiappucci                                   | Soren Lilholt                                        | Per Pedersen                                         |
| 1990                    | Franco Ballerini                                     | Dante Rezze                                          | Kim Andersen                                         |
| 1991                    | Džamolidin Abdužaparov                               | Frédéric Moncassin                                   | Sammie Moreels                                       |
| 1992                    | Erik Breukink                                        | Stephen Roche                                        | Alex Zülle                                           |
| 1993                    | Beat Zberg                                           | Laurent Dufaux                                       | Fabrizio Bontempi                                    |
| 1994                    | Nicola Miceli                                        | Roberto Petito                                       | Peter Meinert Nielsen                                |
| 1995                    | Claudio Chiappucci                                   | Stefano Zanini                                       | Davide Cassani                                       |
| 1996                    | Richard Virenque                                     | Andrea Tafi                                          | Mauro Gianetti                                       |
| 1997                    | Gianluca Bortolami                                   | Paolo Lanfranchi                                     | Biagio Conte                                         |
| 1998                    | Marco Serpellini                                     | Daniele Nardello                                     | Stefano Colage                                       |
| 1999                    | Andrea Tafi                                          | Marco Serpellini                                     | Sergio Barbero                                       |
| 2000                    | dirke ni bilo                                        | dirke ni bilo                                        | dirke ni bilo                                        |
| 2001                    | Nico Mattan                                          | Fabio Sacchi                                         | Matthé Pronk                                         |
| 2002                    | Luca Paolini                                         | Matthias Kessler                                     | Gianluca Bortolami                                   |
| 2003                    | Alessandro Bertolini                                 | Thomas Liese                                         | Angelo Lopeboselli                                   |
| 2004                    | Allan Davis                                          | Alberto Ongarato                                     | Francesco Chicchi                                    |
| 2005                    | Murilo Fischer                                       | Steven de Jongh                                      | Paride Grillo                                        |
| 2006                    | Daniele Bennati                                      | Grégory Rast                                         | Gene Bates                                           |
| 2007                    | dirke ni bilo zaradi pomankanja sponzorskih sredstev | dirke ni bilo zaradi pomankanja sponzorskih sredstev | dirke ni bilo zaradi pomankanja sponzorskih sredstev |
| 2008                    | Daniele Bennati                                      | Luca Paolini                                         | Aljaksandr Ussau                                     |
| ↓ "Gran Piemonte" ↓     |                                                      |                                                      |                                                      |
| 2009                    | Philippe Gilbert                                     | Daniel Moreno                                        | Francesco Gavazzi                                    |
| 2010                    | Philippe Gilbert                                     | Leonardo Bertagnolli                                 | Matti Breschel                                       |
| 2011                    | Daniel Moreno                                        | Greg Van Avermaet                                    | Luca Paolini                                         |
| 2012                    | Rigoberto Urán                                       | Luca Paolini                                         | Gorka Verdugo                                        |
| 2013                    | dirke ni bilo zaradih finančnih zapletov             | dirke ni bilo zaradih finančnih zapletov             | dirke ni bilo zaradih finančnih zapletov             |
| 2014                    | dirke ni bilo zaradih finančnih zapletov             | dirke ni bilo zaradih finančnih zapletov             | dirke ni bilo zaradih finančnih zapletov             |
| 2015                    | Jan Bakelants                                        | Matteo Trentin                                       | Sonny Colbrelli                                      |
| 2016                    | Giacomo Nizzolo                                      | Fernando Gaviria                                     | Daniele Bennati                                      |
| 2017                    | Fabio Aru                                            | Diego Ulissi                                         | Rinaldo Nocentini                                    |
| 2018                    | Sonny Colbrelli                                      | Florian Sénéchal                                     | Davide Ballerini\|-                                  |
| 2019                    | Egan Bernal                                          | Iván Sosa                                            | Nans Peters                                          |
| 2020                    | George Bennett                                       | Diego Ulissi                                         | Mathieu van der Poel                                 |
| 2021                    | Matthew Walls                                        | Giacomo Nizzolo                                      | Olav Kooij                                           |
| 2022                    | Iván García Cortina                                  | Matej Mohorič                                        | Alexis Vuillermoz                                    |
| 2023                    | Andrea Bagioli                                       | Marc Hirschi                                         | Alex Aranburu                                        |
| 2024                    | Neilson Powless                                      | Corbin Strong                                        | Alex Aranburu                                        |

### Večkratni zmagovalci
Aktivni kolesarji v poudarjenem tonu.
| Zmage | Kolesar                        | Edicija          |
| ----- | ------------------------------ | ---------------- |
| 3     | Costante Girardengo (ITA)      | 1919, 1920, 1924 |
| 3     | Aldo Bini (ITA)                | 1935, 1936, 1941 |
| 3     | Gino Bartali (ITA)             | 1937, 1939, 1951 |
| 3     | Fiorenzo Magni (ITA)           | 1942, 1953, 1956 |
| 2     | Giovanni Gerbi (ITA)           | 1906, 1908       |
| 2     | Alfredo Binda (ITA)            | 1926, 1927       |
| 2     | Fiorenzo Magni (ITA)           | 1953, 1956       |
| 2     | Nino Defilippis (ITA)          | 1954, 1958       |
| 2     | Silviano Campi (ITA)           | 1957, 1959       |
| 2     | Felice Gimondi (ITA)           | 1971, 1973       |
| 2     | Gianbattista Baronchelli (ITA) | 1978, 1980       |
| 2     | Claudio Chiappucci (ITA)       | 1989, 1995       |
| 2     | Philippe Gilbert (BEL)         | 2009, 2010       |

### Zmagovalci po državah
| Zmage | Država              |
| ----- | ------------------- |
| 82    | Italija             |
| 7     | Belgija             |
| 3     | Francija            |
| 3     | Španija             |
| 2     | Nemčija             |
| 2     | Nizozemska          |
| 2     | Kolumbija           |
| 1     | Uzbekistan          |
| 1     | Švica               |
| 1     | Avstralija          |
| 1     | Brazilija           |
| 1     | Nova Zelandija      |
| 1     | Združeno kraljestvo |
| 1     | ZDA                 |